# Yamoussoukro (distrikt)
Yamoussoukro är ett autonomt distrikt i Elfenbenskusten. Det ligger i den centrala delen av landet. Det omfattar huvudstaden Yamoussoukro med närområden. Antalet invånare var 422 072 vid folkräkningen 2021.
Yamoussoukro delas in i departementen:
- Attiégouakro
- Yamoussoukro